# Rybitew
Rybitew – wieś sołecka w Polsce położona w województwie mazowieckim, w powiecie nowodworskim, w gminie Leoncin.
W latach 1975–1998 miejscowość administracyjnie należała do województwa warszawskiego. W jej sąsiedztwie zlokalizowany jest obszar ochrony ścisłej Rybitew w ramach Kampinoskiego Parku Narodowego.